# Abflusskurve

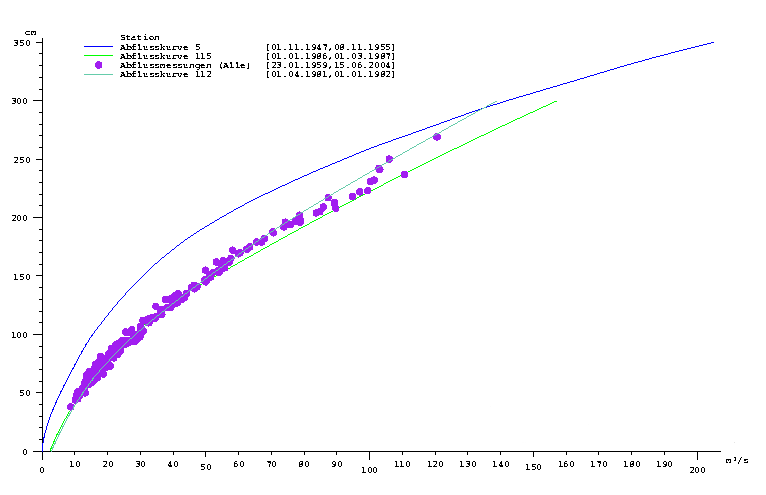
Abflusskurven und -messungen

Eine Abflusskurve (auch: Schlüsselkurve) legt in der hydrologischen Datenverarbeitung die Beziehung zwischen Abfluss und Wasserstand fest.
Der Abfluss ist die zentrale Größe der Oberflächenhydrologie. Er gibt an, wie viel Wasser in m³/s an einem Punkt im Gewässer abfließt. Es ist jedoch in der Regel zu aufwändig, ihn direkt zu messen. Stattdessen wird der Wasserstand gemessen. Dies geschieht an definierten Punkten im Gewässer, den Pegeln. Der Wasserstand in cm kann an der Pegellatte abgelesen oder mit einem Messgerät kontinuierlich aufgezeichnet werden. So gelangt man zu einer Zeitreihe des Wasserstands.
Um aus dem Wasserstand (W) den Abfluss (Q) zu bestimmen, muss regelmäßig eine Abflussmessung vorgenommen werden. Dazu wird mit verschiedenen Methoden an einem Pegel bestimmt, wie hoch der Abfluss ist. Zusammen mit dem aktuellen Wasserstand ergibt sich das Koordinatenpaar (w,q).
Sobald mehrere Koordinatenpaare bestimmt sind, was je nach Größe des Gewässers monate- oder jahrelang dauern kann, kann man mithilfe verschiedener Vorgehensweisen durch die Punktwolke der Koordinatenpaare eine Ausgleichskurve legen, die Abflusskurve.
Fließendes Wasser verändert in natürlichen Gewässern die Form des Gerinnes, durch das es fließt. Hochwasser
(z. B. Überschwemmungen) können dessen Profil stark verändern. Da das Gewässer danach tiefer oder breiter sein kann, stellt sich bei gleichem Abfluss ein anderer Wasserstand ein. Das gilt aber nicht für alle Wasserstände.
Es kann beispielsweise ein Hang weggespült worden sein, der nur bei hohem Wasserstand unter Wasser liegt. Dann
bleiben Abflussmessungen mit kleinem W gültig, während solche mit großem W neu erstellt werden müssen. Nach jedem Hochwasser ist es also geboten, neu zu messen. Mit hydrologischem Sachverstand erstellt man dann aus der aktuellen Punktwolke eine neue Abflusskurve.
Über die Jahre erhält man so eine Schar von Abflusskurven, die jeweils eine zeitliche Gültigkeit haben.